# Drien Tujoh (Bandar Dua)
Drien Tujoh is een bestuurslaag in het regentschap Pidie Jaya van de provincie Atjeh, Indonesië. Drien Tujoh telt 730 inwoners (volkstelling 2010).